# ایچیرو سوزوکی

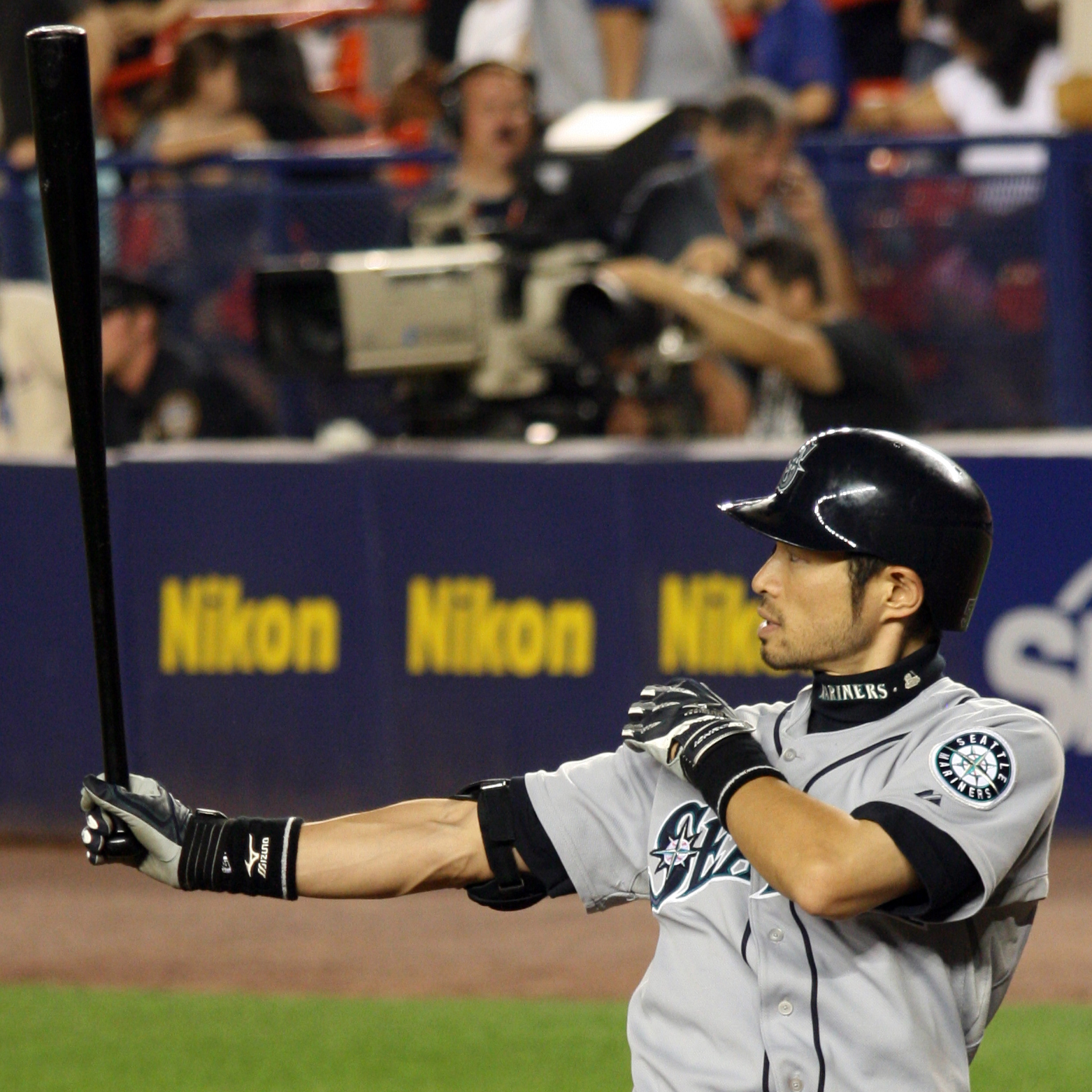
ایچیرو سوزوکی

ایچیرو سوزوکی (به ژاپنی: 鈴木 一朗) (زاده ۲۲ اکتبر ۱۹۷۳) یک بازیکن بیسبال ژاپن و بازی تیم نیویورک یانکیز است.
وی با نام «سامورایی خاموش» در ایالات متحده آمریکا شناخته می‌شود.